# Guillaume Gallienne
Guillaume Gallienne, född 8 februari 1972 i Neuilly-sur-Seine, är en fransk skådespelare.
Gallienne har bland annat medverkat i TV-serien The Regime. Han har även medverkat i filmerna Asterix & Obelix och britterna och Adjö, de Gaulle.

## Filmografi (i urval)
- 2006 – Marie Antoinette
- 2009 – Adjö, de Gaulle
- 2012 – Asterix & Obelix och britterna
- 2023 – The Regime (TV-serie)